# دلار لیبرتی
دلار لیبرتی (به انگلیسی: Liberty Dollar) یکای پول رایج در کشور ایالات متحده آمریکا است. مسئولیت کنترل این واحد پولی برعهدهٔ Liberty Services قرار دارد.